# Carola Barth
Carola Barth (* 23. September 1879 in Bad Salzschlirf als Magdalene Wilhelmine Barth; † 17. Mai 1959 in Frankfurt am Main) war eine Oberstudiendirektorin und Theologin.

## Leben
Nach dem Besuch des Lehrerinnenseminars in Frankfurt studierte Carola Barth ab 1902 Theologie und Geschichte in Bonn und Marburg und wurde 1907 aufgrund einer von Adolf Jülicher betreuten Arbeit im Fach Evangelische Theologie an der Universität Jena promoviert – als erste Frau in diesem Fach an einer deutschen Universität. Für ihre Dissertation bekam sie 1908/09 als erste Frau überhaupt das Reisestipendium des Deutschen Archäologischen Instituts in der Fachrichtung Christliche Archäologie zugesprochen. Anschließend arbeitete sie in Frankfurt am Main als Lehrerin und gehörte von 1919 bis 1921 als Abgeordnete der DDP der Stadtverordnetenversammlung an. Ab 1919 war sie Mitglied im Deutschen Evangelischen Kirchenausschuss, dem Exekutivorgan des Deutschen Evangelischen Kirchenbundes. 
1921 übernahm sie die Leitung des städtischen Lyzeums in Köln-Mülheim und wechselte 1925 an die Merlo-Mevissen-Schule, die von Mathilde von Mevissen begründete erste  vollwertig bis zum Abitur führende Mädchenschule in Köln. Mit der von der nationalsozialistischen Politik 1934 veranlassten Schließung der Schule wurde sie vorzeitig in den Ruhestand versetzt. 1945 gehörte sie zu den Gründerinnen der CDU und saß für sie von 1946 bis 1954 im Frankfurter Stadtparlament. Dort gehörte sie dem liberalen Flügel an.
1927 erhielt sie die Ehrendoktorwürde der Theologischen Fakultät der Universität Königsberg, 1952 das Verdienstkreuz am Bande der Bundesrepublik Deutschland.
Carola Barth engagierte sich in zahlreichen, auch internationalen, Zusammenschlüssen u. a. für die Reform des Religionsunterrichts und ein freiheitliches Christentum. 1913 übernahm sie den Vorsitz des „Vereins für religiöse Erziehung“ und setzte sich für einen Religionsunterricht ein, der sich entwicklungspsychologisch und religionsgeschichtlich begründete. 1930 war sie an der Gründung der „Vereinigung Evangelischer Theologinnen“ beteiligt, die für das Recht von Frauen auf ein volles Pfarramt eintrat. Als Mitbegründerin des Bundes für freies Christentum 1948 war sie eine Vorkämpferin der liberalen Theologie. In ihrer Kirche war sie Vorkämpferin der Frauenpolitik und der Ökumene (als Mitglied der Una-Sancta-Bewegung).

## Schriften (Auswahl)
- Die Interpretation des Neuen Testaments in der Valentinianischen Gnosis. Inaugural-Dissertation zur Erlangung der Licentiatenwürde der Theologischen Fakultät Jena, Leipzig 1908.
- Moderne Lebensbilder im Religionsunterricht. In: Zeitschrift für den evangelischen Religionsunterricht an höheren Lehranstalten 24, 1912/13.
- Das freie Christentum und die Frauen. In: Blätter für religiöse Erziehung (1913), S. 65–69.
- Die bürgerliche Gleichberechtigung der Frau. In: Der christliche Demokrat. Wochenblatt für das evangelische Haus 1, 1919.
- Kirchlicher Frauendienst. In: Volkskirche 22, 1920.
- Was heißt bekenntnismäßiger Religionsunterricht? In: Monatsblätter für den evangelischen Religionsunterricht 15, 1922.
- Religionsunterricht als religiöse Erziehung. Aus der Praxis meines Religionsunterrichts, Göttingen 1931.
- Taten in Gottes Kraft. Toyohiko Kagawa – Sein Leben für Christus und Japan. Heilbronn: Salzer Verl., 1936 (4., erw. Aufl. 1953). Niederländisch: Toyohiko Kagawa : Christen en hervormer. Amsterdam 1952.
- Protestantismus und Judentum. In: Knud C. Knudsen (Hrsg.): Welt ohne Hass. Führende Wissenschaftler aller Fakultäten nehmen Stellung zu brennenden deutschen Problemen. Berlin 1950.